# Bob l'éponge : Super Vengeur !
Bob l'éponge : Super Vengeur ! (SpongeBob SquarePants: The Yellow Avenger) est un jeu vidéo développé sur Nintendo DS et PlayStation Portable dans lequel le joueur incarne Bob l'éponge. Habillé en homme sirène, le jeu a pour but de vous permettre de sauver la ville d'une invasion de petites bulles. Pour cela le jeu permet de se déplacer en bus de point en point pour aider les habitants de Bikini Bottom.

## Trame
Bob l'éponge va au travail quand il voit la Bulle infernale kidnapper Bernard l'ermite. Il prévient l'Homme-Sirène. Après lui avoir appris des choses, les deux personnages vont dans une laverie. L’Homme-Sirène semble tomber dans le piège de la Bulle infernale. ALors que Bob l'effraie avec une épingle à nourrice, la Bulle rentre dans une machine à laver avec la ceinture de l'homme sirène. Résultat, la bulle s'est divisée en plusieurs centaines de petites bulles infernales. C'est une mission pour Super Vengeur alias Bob l'éponge.

## Accueil
- IGN : 7,7/10 (DS)[1] - 5,7/10 (PSP)[2]